# Orlen Liga (2013/2014)
Orlen Liga 2013/2014 – organizowane przez Profesjonalną Ligę Piłki Siatkowej SA (PLPS SA) zmagania najwyższej w hierarchii klasy żeńskich ligowych rozgrywek siatkarskich w Polsce, będących jednocześnie najwyższym szczeblem centralnym (I poziom ligowy). Toczone systemem kołowym z fazą play-off na zakończenie sezonu i przeznaczone dla 10 najlepszych polskich klubów piłki siatkowej. 78. edycja rozgrywek o tytuł Mistrzyń Polski, po raz 9. prowadzona w formie ligi zawodowej.

## System rozgrywek
- Faza zasadnicza: W fazie zasadniczej będzie uczestniczyć 10 drużyn, które rozegrają ze sobą po dwa spotkania. Osiem najlepszych zespołów awansuje do fazy play-off, natomiast dwa ostatnie rozegrają ze sobą mecze o miejsca 9-10 (do trzech zwycięstw)
- Faza play-off: Faza play-off składa się z ćwierćfinałów (do trzech zwycięstw), półfinałów (do trzech zwycięstw), meczów o miejsca 5-8 (do dwóch zwycięstw), meczów o 5. miejsce (do trzech zwycięstw), meczów o 3. miejsce (do trzech zwycięstw) oraz finałów (do trzech zwycięstw), które wyłoniły mistrza Polski
- Faza play-out Drużyny z dwóch ostatnich miejsc po fazie zasadniczej rywalizowały o utrzymanie grając do 4 zwycięstw, po których przegrany spadał bezpośrednio, a wygrany tej pary walczył z drugą drużyną z I ligi.

## Drużyny uczestniczące

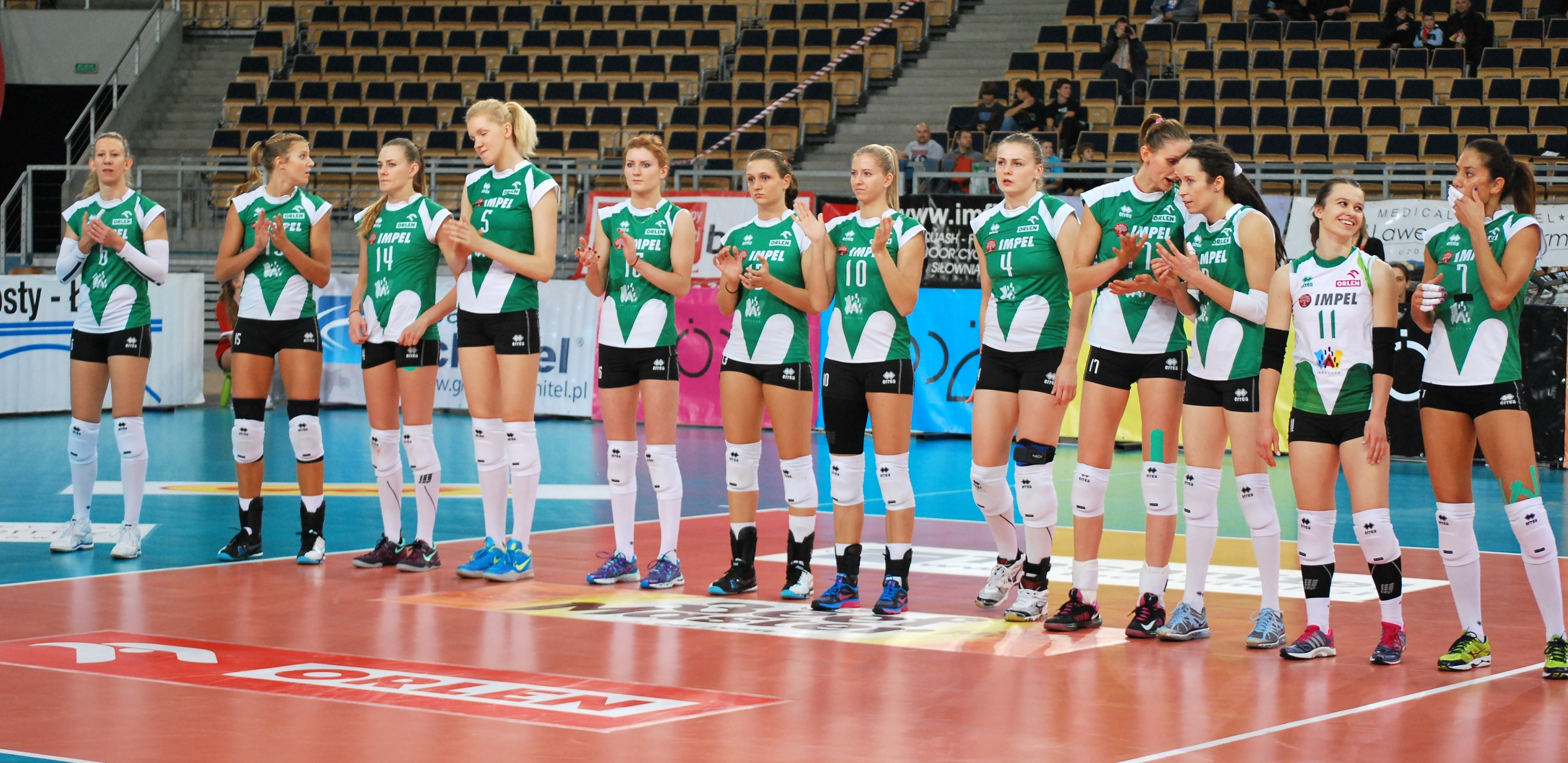
Zawodniczki Impelu Wrocław w sezonie 2013/2014

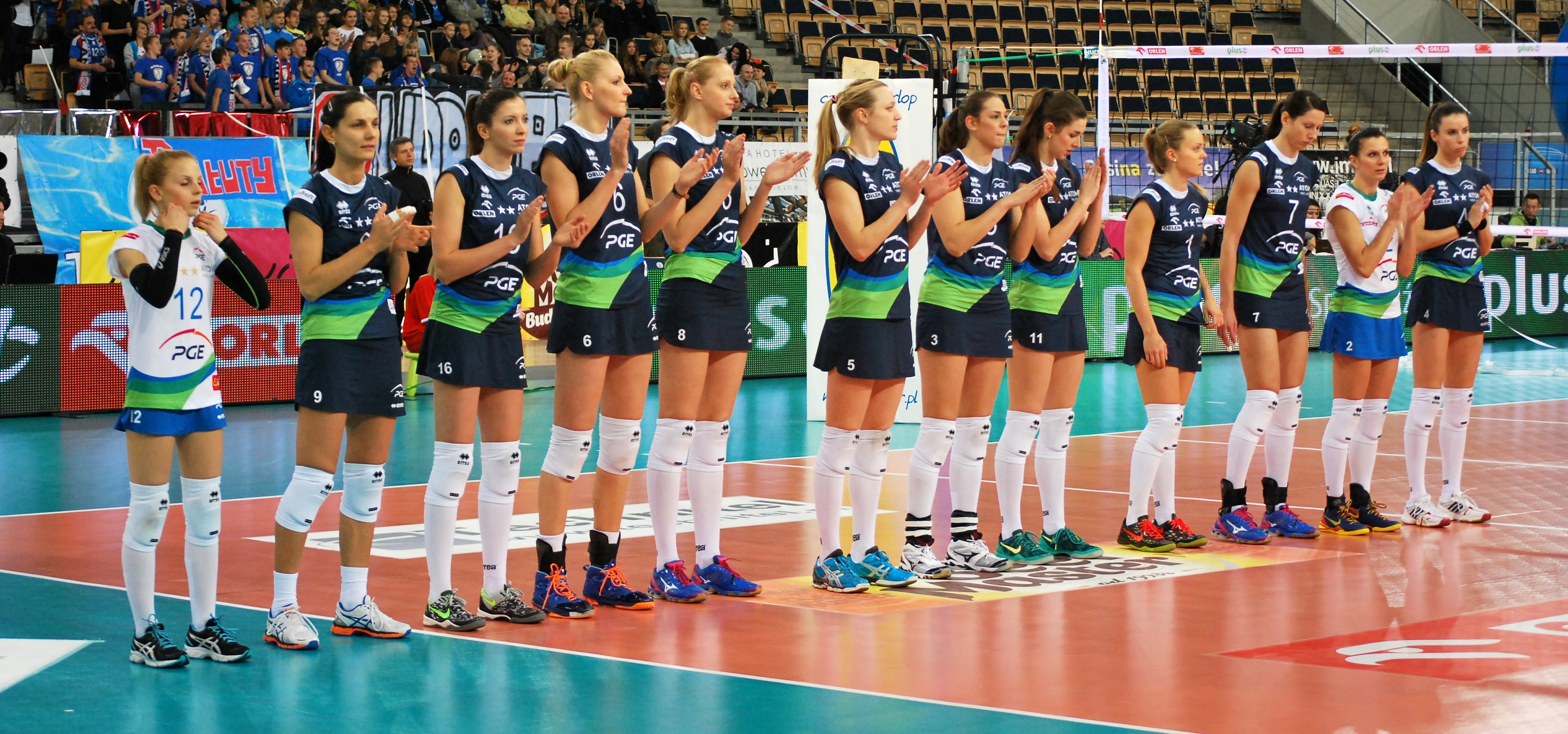
Zawodniczki Atomu Trefl Sopot w sezonie 2013/2014

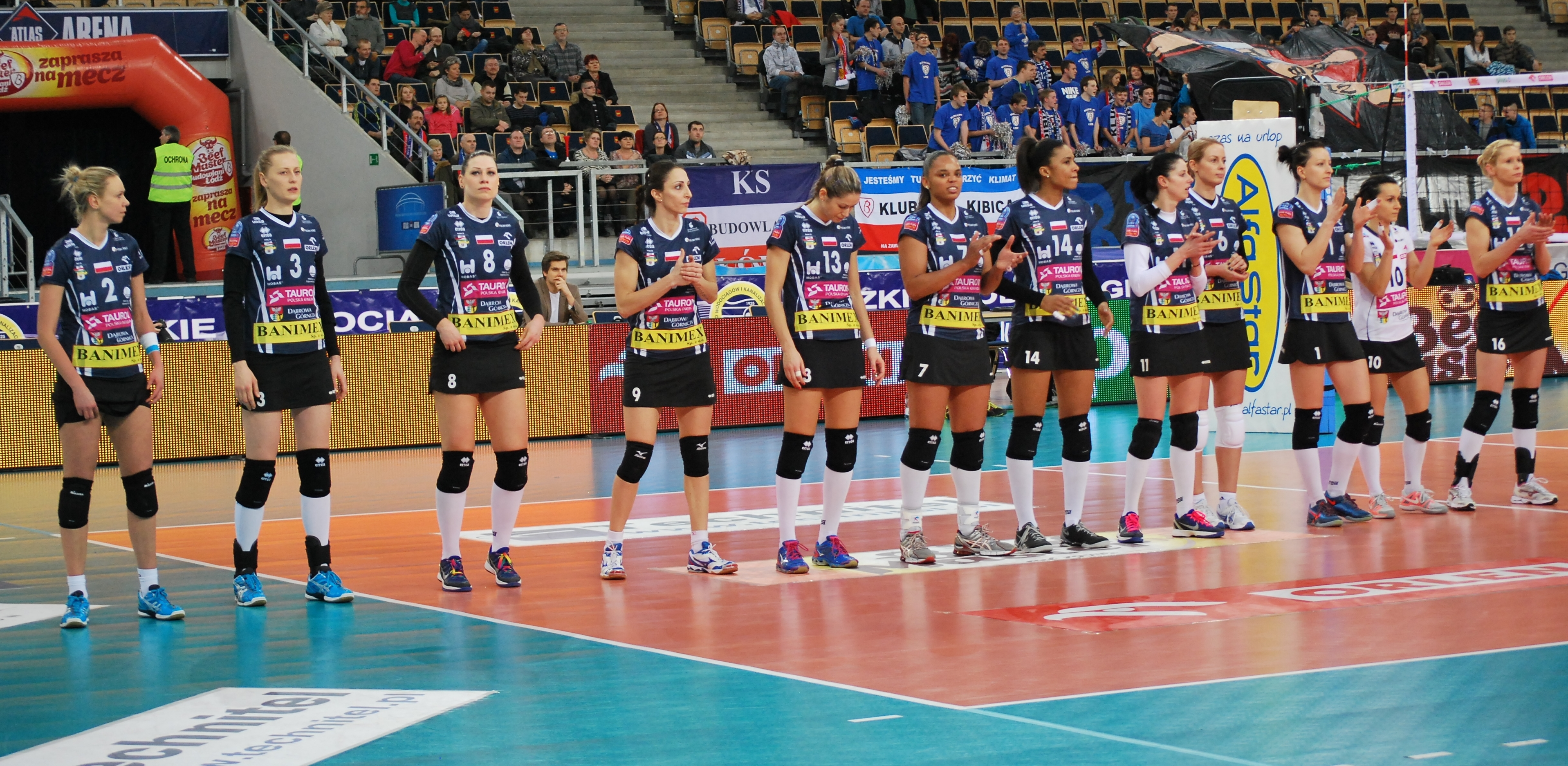
Zawodniczki Tauronu MKS Dąbrowa Górnicza w sezonie 2013/2014

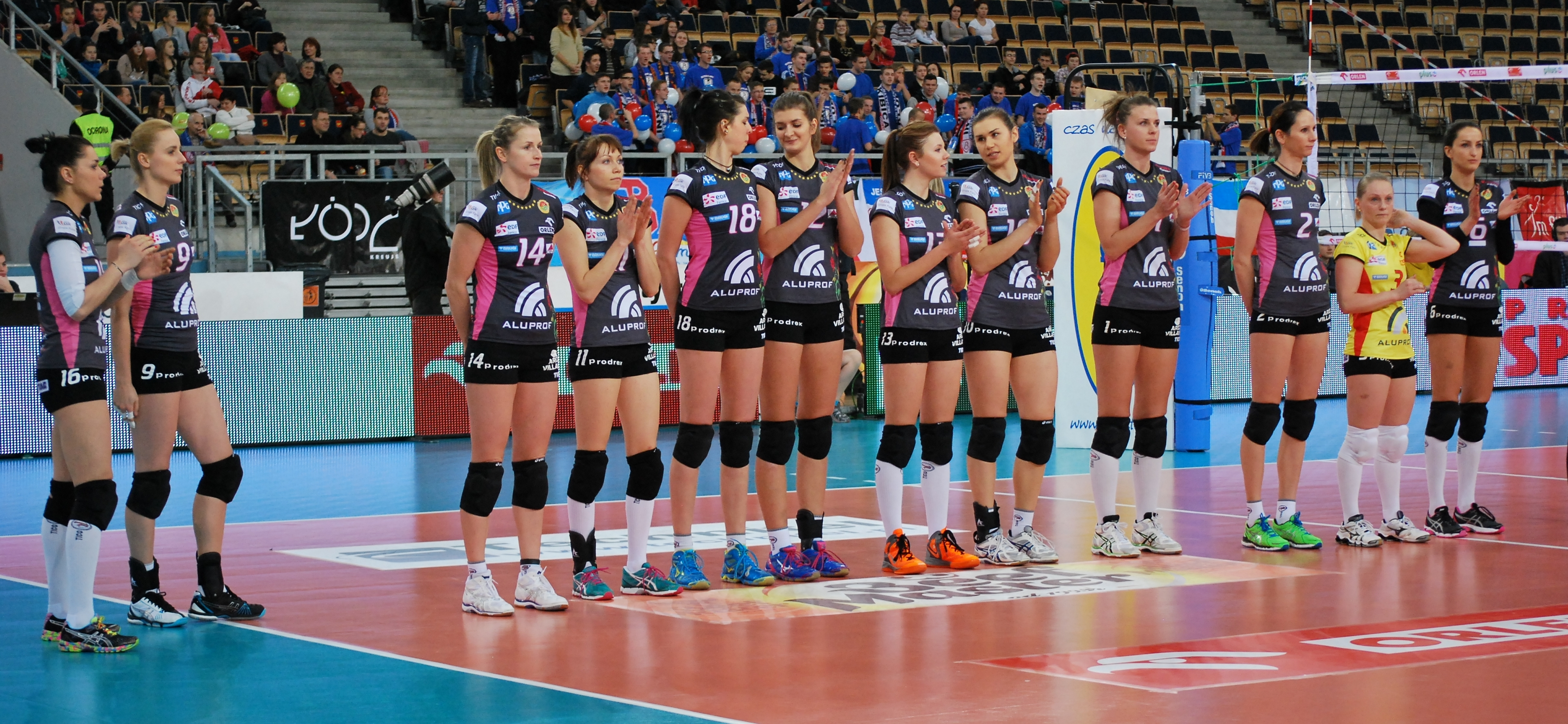
Zawodniczki BKS-u Aluprof Bielsko-Biała w sezonie 2013/2014

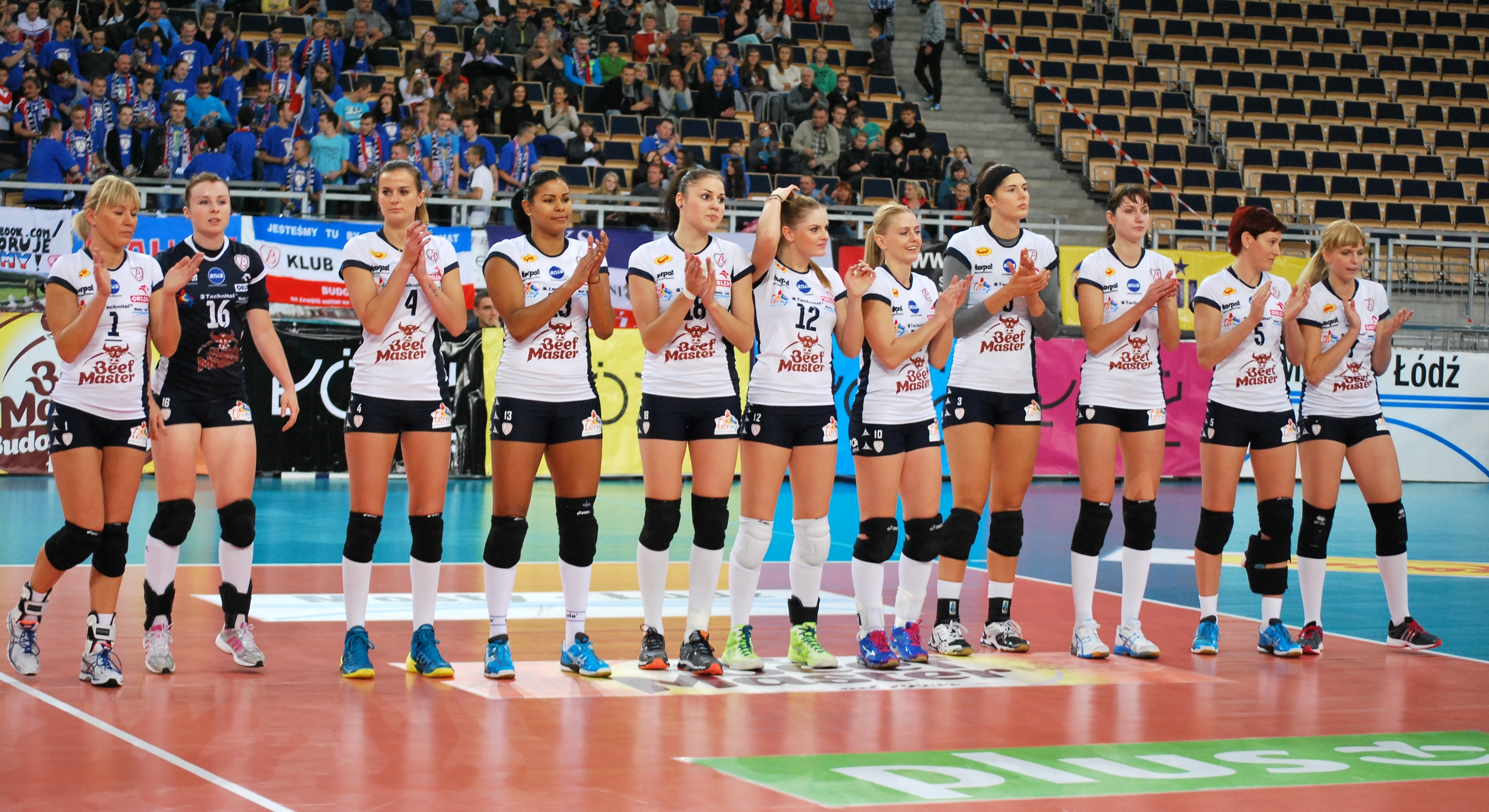
Zawodniczki Beef Master Budowlanych Łódź w sezonie 2013/2014

| \| \| Uczestnicy poprzedniej edycji \| \| \| \| --------------------------------------------------------------------------------------------------------------------------------------------------------------------------------- \| ---------------------------------------- \| - \| --- \| \| SOP \| Atom Trefl Sopot \| 1 \| LM \| \| DĄB \| Tauron Banimex MKS Dąbrowa Górnicza \| 2 \| LM \| \| MUS \| Polski Cukier Muszynianka Fakro Bank BPS \| 3 \| CEV \| \| BIE \| BKS Aluprof Bielsko-Biała \| 4 \| CEV \| \| WRO \| Impel Wrocław \| 5 \| PCh \| \| PIŁ \| PGNiG Nafta Piła \| 6 \| \| \| ŁÓD \| Beef Master Budowlani Łódź \| 7 \| \| \| BYD \| KS Pałac Bydgoszcz \| 8 \| \| \| LEG \| Siódemka SK bank Legionovia \| 9 \| \| \| \| Awans z I ligi \| \| \| \| POL \| KPS Chemik Police \| 1 \| \| \| Oznaczenia: - kolumna pierwsza – skróty nazw drużyn wpisane na mapie (jeśli ta została zamieszczona), - kolumna trzecia – miejsce zajęte przez daną drużynę w poprzednim sezonie. \| \| \| \| | SOPDĄBMUSBIEWROPIŁŁÓDBYDLEGPOL Lokalizacja klubów |   |     |
| | Uczestnicy poprzedniej edycji                     |   |     |
| SOP | Atom Trefl Sopot                                  | 1 | LM  |
| DĄB | Tauron Banimex MKS Dąbrowa Górnicza               | 2 | LM  |
| MUS | Polski Cukier Muszynianka Fakro Bank BPS          | 3 | CEV |
| BIE | BKS Aluprof Bielsko-Biała                         | 4 | CEV |
| WRO | Impel Wrocław                                     | 5 | PCh |
| PIŁ | PGNiG Nafta Piła                                  | 6 |     |
| ŁÓD | Beef Master Budowlani Łódź                        | 7 |     |
| BYD | KS Pałac Bydgoszcz                                | 8 |     |
| LEG | Siódemka SK bank Legionovia                       | 9 |     |
| | Awans z I ligi                                    |   |     |
| POL | KPS Chemik Police                                 | 1 |     |
| Oznaczenia: - kolumna pierwsza – skróty nazw drużyn wpisane na mapie (jeśli ta została zamieszczona), - kolumna trzecia – miejsce zajęte przez daną drużynę w poprzednim sezonie. |                                                   |   |     |

## Hale sportowe
| Klub                                | Hala sportowa                           | Liczba miejsc siedzących |
| ----------------------------------- | --------------------------------------- | ------------------------ |
| Atom Trefl Sopot                    | Ergo Arena                              | 11200                    |
| Atom Trefl Sopot                    | Hala Stulecia Sopotu                    | 2000                     |
| Bank BPS Muszynianka Fakro Muszyna  | Hala sportowa Muszyna                   | 1200                     |
| Tauron Banimex MKS Dąbrowa Górnicza | Hala Centrum                            | 2944                     |
| BKS Aluprof Bielsko-Biała           | Hala Widowiskowo-Sportowa               | 3000                     |
| Impel Wrocław                       | Hala Orbita                             | 3000                     |
| Budowlani Łódź                      | Atlas Arena                             | 12109                    |
| KS Pałac Bydgoszcz                  | Hala Łuczniczka                         | 6082                     |
| PTPS Piła                           | Hala Sportowo-Widowiskowa MOSiR         | 1500                     |
| PSPS Chemik Police                  | Hala sportowa im. Ignacego Łukasiewicza | 1100                     |
| LTS Legionovia Legionowo            | Arena Legionowo                         | 1988                     |

## Rozgrywki

### Faza zasadnicza

#### Tabela wyników
| Gospodarz \ Gość1         | POL | SOP | WRO | DĄB | BIE | MUS | ŁÓD | LEG | PIŁ | BYD |
| ------------------------- | --- | --- | --- | --- | --- | --- | --- | --- | --- | --- |
| PSPS Chemik Police        | -   | 3:0 | 3:0 | 3:1 | 3:1 | 3:1 | 3:0 | 3:1 | 3:0 | 3:1 |
| Trefl Sopot               | 3:2 | -   | 3:0 | 3:1 | 3:0 | 1:3 | 3:0 | 3:1 | 3:0 | 3:0 |
| Impel Wrocław             | 2:3 | 3:0 | -   | 3:1 | 3:2 | 3:2 | 3:1 | 3:0 | 3:0 | 3:0 |
| MKS Dąbrowa Górnicza      | 0:3 | 3:2 | 2:3 | -   | 1:3 | 2:3 | 1:3 | 3:0 | 3:0 | 3:0 |
| BKS Aluprof Bielsko-Biała | 0:3 | 0:3 | 1:3 | 1:3 | -   | 3:2 | 3:2 | 3:0 | 3:1 | 3:0 |
| Muszynianka Muszyna       | 0:3 | 0:3 | 1:3 | 1:3 | 1:3 | -   | 3:2 | 3:2 | 3:1 | 3:0 |
| Budowlani Łódź            | 1:3 | 0:3 | 0:3 | 0:3 | 2:3 | 3:2 | -   | 3:2 | 3:2 | 3:1 |
| Legionovia Legionowo      | 0:3 | 1:3 | 3:1 | 1:3 | 3:1 | 2:3 | 2:3 | -   | 1:3 | 3:0 |
| PTPS Piła                 | 3:0 | 0:3 | 3:2 | 2:3 | 0:3 | 1:3 | 1:3 | 3:2 | -   | 3:0 |
| KS Pałac Bydgoszcz        | 0:3 | 1:3 | 0:3 | 0:3 | 1:3 | 1:3 | 0:3 | 1:3 | 3:0 | -   |

Źródło: siatka.org
1 Drużyna gospodarzy jest wymieniona po lewej stronie tabeli.
Kolory:
  zwycięstwo gospodarzy 3:0 lub 3:1
  zwycięstwo gospodarzy 3:2
  zwycięstwo gości 3:0 lub 3:1
  zwycięstwo gości 3:2

#### Terminarz i wyniki
| Data        | Godz. | Gospodarz                                | Rezultat                                | Gość                                     | MVP                         |
| ----------- | ----- | ---------------------------------------- | --------------------------------------- | ---------------------------------------- | --------------------------- |
| 1. KOLEJKA  |       |                                          |                                         |                                          |                             |
| 04.10.2013  | 18:00 | BKS Aluprof Bielsko-Biała                | 3:2 (25:18, 20:25, 23:25, 25:22, 17:15) | Beef Master Budowlani Łódź               | Mariola Wojtowicz           |
| 05.10.2013  | 14:45 | KPS Chemik Police                        | 3:0 (25:16, 25:21, 27:25)               | Atom Trefl Sopot                         | Anna Werblińska             |
| 05.10.2013  | 17:00 | Polski Cukier Muszynianka Fakro Bank BPS | 3:0 (25:20, 25:15, 27:15)               | KS Pałac Bydgoszcz                       | Karolina Różycka            |
| 06.10.2013  | 14:45 | Impel Wrocław                            | 3:0 (25:20, 25:11, 25:16)               | PGNiG Nafta Piła                         | Katarzyna Mroczkowska       |
| 07.10.2013  | 18:00 | Tauron MKS Dąbrowa Górnicza              | 3:0 (25:11,25:20,25:16)                 | Siódemka SK bank Legionovia              | Katarzyna Zaroślińska       |
| 2. KOLEJKA  |       |                                          |                                         |                                          |                             |
| 11.10.2013  | 18:00 | KS Pałac Bydgoszcz                       | 1:3 (14:25, 22:25, 25:23, 17:25)        | BKS Aluprof Bielsko-Biała                | Heike Beier                 |
| 12.10.2013  | 18:00 | Beef Master Budowlani Łódź               | 0:3 (17:25, 10:25, 17:25)               | Impel Wrocław                            | Agnieszka Kąkolewska        |
| 12.10.2013  | 18:00 | KPS Chemik Police                        | 3:0 (25:18, 25:18, 25:17)               | PGNiG Nafta Piła                         | Katarzyna Gajgał-Anioł      |
| 13.10.2013  | 14:45 | Atom Trefl Sopot                         | 3:1 (25:19, 25:20, 21:25, 25:17)        | Tauron MKS Dąbrowa Górnicza              | / Julija Szełuchina         |
| 14.10.2013  | 18:00 | Siódemka SK bank Legionovia              | 2:3 (26:24, 19:25, 25:22, 19:25, 10:15) | Polski Cukier Muszynianka Fakro Bank BPS | Aleksandra Jagieło          |
| 3. KOLEJKA  |       |                                          |                                         |                                          |                             |
| 18.10.2013  | 18:00 | BKS Aluprof Bielsko-Biała                | 3:0 (25:23, 25:20, 25:20)               | Siódemka SK bank Legionovia              | Dorota Wilk                 |
| 19.10.2013  | 17:00 | Impel Wrocław                            | 3:0 (25:16, 25:19, 25:17)               | KS Pałac Bydgoszcz                       | Maren Brinker               |
| 19.10.2013  | 17:00 | Polski Cukier Muszynianka Fakro Bank BPS | 0:3 (20:25, 23:25, 16:25)               | Atom Trefl Sopot                         | Charlotte Leys              |
| 20.10.2013  | 14:45 | Tauron MKS Dąbrowa Górnicza              | 0:3 (20:25, 13:25, 16:25)               | KPS Chemik Police                        | Agata Sawicka               |
| 21.10.2013  | 18:00 | PGNiG Nafta Piła                         | 1:3 (23:25, 20:25, 25:18, 22:25)        | Beef Master Budowlani Łódź               | Anita Kwiatkowska           |
| 4. KOLEJKA  |       |                                          |                                         |                                          |                             |
| 25.10.2013  | 18:00 | Siódemka SK bank Legionovia              | 3:1 (25:23, 25:16, 23:25, 26:24)        | Impel Wrocław                            | Berenika Tomsia             |
| 26.10.2013  | 18:00 | KPS Chemik Police                        | 3:0 (25:19, 25:21, 25:18)               | Beef Master Budowlani Łódź               | Katarzyna Mróz              |
| 26.10.2013  | 18:00 | Atom Trefl Sopot                         | 3:0 (25:20, 25:20, 28:26)               | BKS Aluprof Bielsko-Biała                | Charlotte Leys              |
| 27.10.2013  | 17:00 | Tauron MKS Dąbrowa Górnicza              | 2:3 (31:29, 21:25, 25:27, 25:16, 14:16) | Polski Cukier Muszynianka Fakro Bank BPS | Karolina Różycka            |
| 28.10.2013  | 18:00 | KS Pałac Bydgoszcz                       | 3:0 (25:22, 25:21, 25:17)               | PGNiG Nafta Piła                         | Jana Sawoczkina             |
| 5. KOLEJKA  |       |                                          |                                         |                                          |                             |
| 02.11.2013  | 18:00 | Beef Master Budowlani Łódź               | 3:1 (25:20, 23:25, 25:18, 25:22)        | KS Pałac Bydgoszcz                       | Sylwia Pycia                |
| 02.11.2013  | 18:00 | PGNiG Nafta Piła                         | 3:2 (37:39, 25:19, 25:20, 17:25, 15:11) | Siódemka SK bank Legionovia              | Faimie Rose Kingsley        |
| 03.11.2013  | 14:45 | Impel Wrocław                            | 3:0 (25:16, 28:26, 25:18)               | Atom Trefl Sopot                         | Katarzyna Mroczkowska       |
| 03.11.2013  | 18:00 | BKS Aluprof Bielsko-Biała                | 1:3 (25:21, 23:25, 22:25, 24:26)        | Tauron MKS Dąbrowa Górnicza              | Joanna Staniucha-Szczurek   |
| 04.11.2013  | 18:00 | Polski Cukier Muszynianka Fakro Bank BPS | 0:3 (18:25, 17:25, 17:25)               | KPS Chemik Police                        | Maja Ognjenović             |
| 6. KOLEJKA  |       |                                          |                                         |                                          |                             |
| 09.11.2013  | 18:00 | KPS Chemik Police                        | 3:1 (25:20, 23:25, 25:22, 25:13)        | KS Pałac Bydgoszcz                       | Ana Bjelica                 |
| 09.11.2013  | 18:00 | Siódemka SK bank Legionovia              | 2:3 (25:17, 20:25, 22:25, 25:13, 7:15)  | Beef Master Budowlani Łódź               | Natalia Nuszel              |
| 09.11.2013  | 18:00 | Atom Trefl Sopot                         | 3:0 (25:21, 25:12, 25:18)               | PGNiG Nafta Piła                         | Anna Podolec                |
| 10.11.2013  | 14:45 | Polski Cukier Muszynianka Fakro Bank BPS | 1:3 (22:25, 22:25, 26:24, 21:25)        | BKS Aluprof Bielsko-Biała                | Aleksandra Trojan           |
| 11.11.2013  | 18:00 | Tauron MKS Dąbrowa Górnicza              | 2:3 (25:15, 18:25, 25:22, 19:25, 14:16) | Impel Wrocław                            | Joanna Kaczor               |
| 7. KOLEJKA  |       |                                          |                                         |                                          |                             |
| 16.11.2013  | 18:00 | BKS Aluprof Bielsko-Biała                | 0:3 (17:25, 15:25, 20:25)               | KPS Chemik Police                        | Katarzyna Gajgał-Anioł      |
| 16.11.2013  | 18:00 | PGNiG Nafta Piła                         | 2:3 (25:18, 23:25, 25:13, 12:25, 9:15)  | Tauron MKS Dąbrowa Górnicza              | Eleonora Dziękiewicz        |
| 17.11.2013  | 14:45 | Beef Master Budowlani Łódź               | 0:3 (10:25, 21:25, 23:25)               | Atom Trefl Sopot                         | Izabela Bełcik              |
| 17.11.2013  | 18:00 | KS Pałac Bydgoszcz                       | 1:3 (15:25, 26:24, 23:25, 21:25)        | Siódemka SK bank Legionovia              | Anna Rybaczewska            |
| 17.11.2013  | 20:30 | Impel Wrocław                            | 3:2 (25:20, 25:21, 13:25, 23:25, 15:9)  | Polski Cukier Muszynianka Fakro Bank BPS | Maren Brinker               |
| 8. KOLEJKA  |       |                                          |                                         |                                          |                             |
| 23.11.2013  | 17:00 | Tauron MKS Dąbrowa Górnicza              | 1:3 (25:13, 26:28, 23:25, 20:25)        | Beef Master Budowlani Łódź               | Tabi Love                   |
| 23.11.2013  | 17:00 | Polski Cukier Muszynianka Fakro Bank BPS | 3:1 (17:25, 25:23, 25:17, 25:16)        | PGNiG Nafta Piła                         | Aleksandra Jagieło          |
| 23.11.2013  | 18:00 | Atom Trefl Sopot                         | 3:0 (25:11, 25:17, 25:17)               | KS Pałac Bydgoszcz                       | Brižitka Molnar             |
| 24.11.2013  | 14:45 | KPS Chemik Police                        | 3:1 (25:13, 21:25, 25:14, 25:13)        | Siódemka SK bank Legionovia              | Anna Werblińska             |
| 25.11.2013  | 18:00 | BKS Aluprof Bielsko-Biała                | 1:3 (25:19, 13:25, 24:26, 23:25)        | Impel Wrocław                            | Katarzyna Konieczna         |
| 9. KOLEJKA  |       |                                          |                                         |                                          |                             |
| 29.11.2013  | 18:00 | Beef Master Budowlani Łódź               | 3:2 (25:21, 25:17, 14:25, 18:25, 15:13) | Polski Cukier Muszynianka Fakro Bank BPS | Natalia Nuszel              |
| 29.11.2013  | 20:30 | Siódemka SK bank Legionovia              | 1:3 (25:19, 15:25, 15:25, 17:25)        | Atom Trefl Sopot                         | Julia Shelukhina            |
| 01.12.2013  | 14:45 | Impel Wrocław                            | 2:3 (20:25, 25:23, 27:25, 21:25, 12:15) | KPS Chemik Police                        | Anna Werblińska             |
| 01.12.2013  | 17:00 | KS Pałac Bydgoszcz                       | 0:3 (19:25, 20:25, 21:25)               | Tauron MKS Dąbrowa Górnicza              | Katarzyna Zaroślińska       |
| 01.12.2013  | 18:00 | PGNiG Nafta Piła                         | 0:3 (23:25, 17:25, 22:25)               | BKS Aluprof Bielsko-Biała                | Dorota Wilk                 |
| 10. KOLEJKA |       |                                          |                                         |                                          |                             |
| 06.12.2013  | 18:00 | PGNiG Nafta Piła                         | 3:2 (25:22, 25:21, 22:25, 23:25, 15:8)  | Impel Wrocław                            | Agata Babicz                |
| 08.12.2013  | 14:45 | Atom Trefl Sopot                         | 3:2 (21:25, 19:25, 25:19, 25:22, 15:11) | KPS Chemik Police                        | Anna Podolec                |
| 08.12.2013  | 17:30 | Siódemka SK bank Legionovia              | 1:3 (23:25, 25:16, 28:30, 16:25)        | Tauron MKS Dąbrowa Górnicza              | Özge Çemberci               |
| 09.12.2013  | 18:00 | Beef Master Budowlani Łódź               | 2:3 (25:13, 25:21, 24:26, 21:25, 14:16) | BKS Aluprof Bielsko-Biała                | Karolina Ciaszkiewicz       |
| 21.12.2013  | 18:00 | KS Pałac Bydgoszcz                       | 1:3 (17:25, 20:25, 25:20, 18:25)        | Polski Cukier Muszynianka Fakro Bank BPS | Marina Cvetanović           |
| 11. KOLEJKA |       |                                          |                                         |                                          |                             |
| 14.12.2013  | 14:45 | Tauron MKS Dąbrowa Górnicza              | 3:2 (26:24, 16:25, 22:25, 26:24, 16:14) | Atom Trefl Sopot                         | Katarzyna Zaroślińska       |
| 14.12.2013  | 17:00 | Polski Cukier Muszynianka Fakro Bank BPS | 3:2 (21:25, 25:15, 25:12, 24:26, 15:11) | Siódemka SK bank Legionovia              | Natalia Kurnikowska         |
| 14.12.2013  | 18:00 | PGNiG Nafta Piła                         | 3:0 (29:27, 25:18, 25:23)               | KPS Chemik Police                        | Magdalena Wawrzyniak        |
| 16.12.2013  | 18:00 | BKS Aluprof Bielsko-Biała                | 3:0 (25:16, 25:19, 25:21)               | KS Pałac Bydgoszcz                       | Helena Horka                |
| 16.12.2013  | 20:30 | Impel Wrocław                            | 3:1 (25:18, 24:26, 25:18, 25:19)        | Beef Master Budowlani Łódź               | Bogumiła Pyziołek           |
| 12. KOLEJKA |       |                                          |                                         |                                          |                             |
| 08.12.2013  | 17:00 | KS Pałac Bydgoszcz                       | 0:3 (17:25, 17:25, 18:25)               | Impel Wrocław                            | Frauke Dirickx              |
| 20.12.2013  | 18:00 | Beef Master Budowlani Łódź               | 3:2 (23:25, 25:20, 25:23, 23:25, 15:13) | PGNiG Nafta Piła                         | Natalia Nuszel              |
| 20.12.2013  | 20:30 | Siódemka SK bank Legionovia              | 3:1 (25:20, 25:23, 16:25, 26:24)        | BKS Aluprof Bielsko-Biała                | Magdalena Saad              |
| 22.01.2014  | 20:30 | KPS Chemik Police                        | 3:1 (25:23, 25:19, 21:25, 25:17)        | Tauron Banimex MKS Dąbrowa Górnicza      | Agata Sawicka               |
| 30.01.2013  | 18:00 | Atom Trefl Sopot                         | 1:3 (23:25, 25:22, 12:25, 18:25)        | Polski Cukier Muszynianka Fakro Bank BPS | Magdalena Mazurek           |
| 13. KOLEJKA |       |                                          |                                         |                                          |                             |
| 07.01.2014  | 18:00 | PGNiG Nafta Piła                         | 3:0 (25:23, 25:17, 26:24)               | KS Pałac Bydgoszcz                       | Agata Babicz                |
| 08.01.2014  | 18:00 | Beef Master Budowlani Łódź               | 1:3 (21:25, 22:25, 25:18, 14:25)        | KPS Chemik Police                        | Izabela Kowalińska          |
| 08.01.2014  | 18:00 | Impel Wrocław                            | 3:0 (25:14, 25:15, 25:16)               | Siódemka SK bank Legionovia              | Joanna Kaczor               |
| 08.01.2014  | 18:00 | BKS Aluprof Bielsko-Biała                | 0:3 (13:25, 15:25, 19:25)               | Atom Trefl Sopot                         | Charlotte Leys              |
| 08.01.2014  | 18:00 | Polski Cukier Muszynianka Fakro Bank BPS | 1:3 (15:25, 20:25, 25:22, 19:25)        | Tauron Banimex MKS Dąbrowa Górnicza      | Özge Çemberci               |
| 14. KOLEJKA |       |                                          |                                         |                                          |                             |
| 11.01.2013  | 17:00 | Tauron Banimex MKS Dąbrowa Górnicza      | 1:3 (29:31, 25:19, 17:25, 7:25)         | BKS Aluprof Bielsko-Biała                | Małgorzata Lis              |
| 11.01.2013  | 18:00 | KPS Chemik Police                        | 3:1 (20:25, 25:13, 25:15, 26:24)        | Polski Cukier Muszynianka Fakro Bank BPS | Małgorzata Glinka-Mogentale |
| 12.01.2013  | 14:45 | Atom Trefl Sopot                         | 3:0 (25:23, 25:23, 25:21)               | Impel Wrocław                            | Anna Podolec                |
| 13.01.2014  | 18:00 | KS Pałac Bydgoszcz                       | 0:3 (20:25, 23:25, 22:25)               | Beef Master Budowlani Łódź               | Agata Durajczyk             |
| 13.01.2014  | 20:30 | Siódemka SK bank Legionovia              | 1:3 (25:18, 23:25, 13:25, 20:25)        | PGNiG Nafta Piła                         | Emilia Kajzer               |
| 15. KOLEJKA |       |                                          |                                         |                                          |                             |
| 18.01.2014  | 18:00 | PGNiG Nafta Piła                         | 0:3 (10:25, 24:26, 20:25)               | Atom Trefl Sopot                         | Anna Podolec                |
| 19.01.2014  | 14:45 | BKS Aluprof Bielsko-Biała                | 3:2 (19:25, 25:18, 15:25, 25:14, 15:9)  | Polski Cukier Muszynianka Fakro Bank BPS | Karolina Ciaszkiewicz       |
| 19.01.2014  | 18:00 | Beef Master Budowlani Łódź               | 3:2 (21:25, 12:25, 25:22, 25:20, 15:13) | Siódemka SK bank Legionovia              | Anita Kwiatkowska           |
| 19.01.2014  | 20:00 | Impel Wrocław                            | 3:1 (25:13, 23:25, 26:24, 25:15)        | Tauron Banimex MKS Dąbrowa Górnicza      | Maren Brinker               |
| 20.01.2014  | 20:30 | KS Pałac Bydgoszcz                       | 0:3 (19:25, 18:25, 20:25)               | KPS Chemik Police                        | Anna Werblińska             |
| 16. KOLEJKA |       |                                          |                                         |                                          |                             |
| 25.01.2013  | 17:00 | Tauron Banimex MKS Dąbrowa Górnicza      | 3:0 (25:16, 25:16, 25:21)               | PGNiG Nafta Piła                         | Katarzyna Zaroślińska       |
| 25.01.2014  | 18:00 | KPS Chemik Police                        | 3:1 (25:21, 25:17, 22:25, 25:12)        | BKS Aluprof Bielsko-Biała                | Maja Ognjenović             |
| 26.01.2013  | 14:45 | Atom Trefl Sopot                         | 3:0 (25:16, 25:23, 25:19)               | Beef Master Budowlani Łódź               | Zuzanna Efimienko           |
| 27.01.2014  | 18:00 | Polski Cukier Muszynianka Fakro Bank BPS | 1:3 (15:25, 25:23, 14:25, 19:25)        | Impel Wrocław                            | Maren Brinker               |
| 13.01.2014  | 19:00 | Siódemka SK bank Legionovia              | 3:0 (25:23, 29:27, 25:21)               | KS Pałac Bydgoszcz                       | Aleksandra Wójcik           |
| 17. KOLEJKA |       |                                          |                                         |                                          |                             |
| 01.02.2014  | 18:00 | Siódemka SK bank Legionovia              | 0:3 (30:32, 18:25, 23:25)               | KPS Chemik Police                        | Agnieszka Bednarek-Kasza    |
| 01.02.2014  | 18:00 | PGNiG Nafta Piła                         | 1:3 (22:25, 25:14, 23:25, 14:25)        | Polski Cukier Muszynianka Fakro Bank BPS | Karolina Różycka            |
| 02.02.2014  | 14:45 | Impel Wrocław                            | 3:2 (18:25, 22:25, 25:21, 26:24, 15:13) | BKS Aluprof Bielsko-Biała                | Bogumiła Pyziołek           |
| 03.02.2014  | 18:00 | Beef Master Budowlani Łódź               | 0:3 (25:27, 17:25, 17:25)               | Tauron Banimex MKS Dąbrowa Górnicza      | Katarzyna Zaroślińska       |
| 03.02.2014  | 18:00 | KS Pałac Bydgoszcz                       | 1:3 (16:25, 14:25, 25:20, 13:25)        | Atom Trefl Sopot                         | Justyna Łukasik             |
| 18. KOLEJKA |       |                                          |                                         |                                          |                             |
| 09.02.2014  | 14:45 | KPS Chemik Police                        | 3:0 (25:23, 25:18, 25:22)               | Impel Wrocław                            | Agnieszka Bednarek-Kasza    |
| 10.02.2014  | 18:00 | BKS Aluprof Bielsko-Biała                | 3:1 (25:16, 25:20, 23:25, 27:25)        | PGNiG Nafta Piła                         | Helena Horká                |
| 08.02.2014  | 17:00 | Bank BPS Muszynianka Fakro Muszyna       | 3:2 (16:25, 25:16, 25:17, 22:25, 15:13) | Beef Master Budowlani Łódź               | Marina Cvetanovic           |
| 08.02.2014  | 17:00 | Tauron Banimex MKS Dąbrowa Górnicza      | 3:0 (25:23, 25:13, 25:20)               | KS Pałac Bydgoszcz                       | Özge Çemberci               |
| 08.02.2014  | 17:00 | Atom Trefl Sopot                         | 3:1 (25:22, 25:20, 22:25, 25:12)        | Siódemka SK bank Legionovia              | Zuzanna Efimienko           |

#### Tabela
| Lp. | Drużyna                            | Pkt | Mecze | Mecze | Mecze | Rodzaj wyniku | Rodzaj wyniku | Rodzaj wyniku | Rodzaj wyniku | Rodzaj wyniku | Rodzaj wyniku | Sety | Sety | Sety  | Małe punkty | Małe punkty | Małe punkty |
| Lp. | Drużyna                            | Pkt | M     | W     | P     | 3:0           | 3:1           | 3:2           | 2:3           | 1:3           | 0:3           | wyg. | prz. | stos. | zdob.       | str.        | stos.       |
| --- | ---------------------------------- | --- | ----- | ----- | ----- | ------------- | ------------- | ------------- | ------------- | ------------- | ------------- | ---- | ---- | ----- | ----------- | ----------- | ----------- |
| 1   | KPS Chemik Police                  | 48  | 18    | 16    | 2     | 9             | 6             | 1             | 1             | 0             | 1             | 50   | 14   | 3.57  | 1543        | 1269        | 1.22        |
| 2   | Atom Trefl Sopot                   | 42  | 18    | 14    | 4     | 9             | 4             | 1             | 1             | 1             | 2             | 45   | 18   | 2.5   | 1478        | 1261        | 1.17        |
| 3   | Impel Wrocław                      | 38  | 18    | 13    | 5     | 6             | 4             | 3             | 2             | 1             | 2             | 44   | 25   | 1.76  | 1578        | 1397        | 1.13        |
| 4   | Tauron MKS Dąbrowa Górnicza        | 30  | 18    | 10    | 8     | 5             | 3             | 2             | 2             | 5             | 1             | 39   | 31   | 1.26  | 1549        | 1516        | 1.02        |
| 5   | BKS Aluprof Bielsko-Biała          | 28  | 18    | 10    | 8     | 3             | 4             | 3             | 1             | 4             | 3             | 36   | 34   | 1.06  | 1551        | 1534        | 1.01        |
| 6   | Bank BPS Muszynianka Fakro Muszyna | 26  | 18    | 9     | 9     | 1             | 4             | 4             | 3             | 4             | 2             | 37   | 39   | 0.95  | 1608        | 1608        | 1           |
| 7   | Beef Master Budowlani Łódź         | 23  | 18    | 8     | 10    | 1             | 3             | 4             | 3             | 2             | 5             | 32   | 41   | 0.78  | 1501        | 1628        | 0.92        |
| 8   | Siódemka SK bank Legionovia        | 17  | 18    | 4     | 14    | 1             | 3             | 0             | 5             | 5             | 4             | 27   | 45   | 0.6   | 1490        | 1652        | 0.9         |
| 9   | PGNiG Nafta Piła                   | 15  | 18    | 5     | 13    | 2             | 1             | 2             | 2             | 4             | 7             | 23   | 44   | 0.52  | 1398        | 1535        | 0.91        |
| 10  | KS Pałac Bydgoszcz                 | 3   | 18    | 1     | 17    | 1             | 0             | 0             | 0             | 6             | 11            | 9    | 51   | 0.18  | 1177        | 1473        | 0.8         |

Źródło: orlenliga.pl
Punktacja: 3:0 i 3:1 – 3 pkt; 3:2 – 2 pkt; 2:3 – 1 pkt; 1:3 i 0:3 – 0 pkt
Zasady ustalania kolejności: 1. liczba punktów; 2. stosunek setów; 3. stosunek małych punktów; 4. bilans w bezpośrednich meczach
     faza play-off
     faza play-out

### Faza play-off

#### Ćwierćfinały
(do 3 zwycięstw)
| Data                                | Godz.                               | Gospodarz                                | Rezultat                               | Gość                                     | MVP                                      |
| ----------------------------------- | ----------------------------------- | ---------------------------------------- | -------------------------------------- | ---------------------------------------- | ---------------------------------------- |
| KPS Chemik Police                   | KPS Chemik Police                   | KPS Chemik Police                        | 3 – 0                                  | Siódemka SK bank Legionovia              | Siódemka SK bank Legionovia              |
| 15.03.2014                          | 18:00                               | KPS Chemik Police                        | 3:0 (25:17, 25:18, 25:18)              | Siódemka SK bank Legionovia              | Maja Ognjenović                          |
| 16.03.2014                          | 18:00                               | KPS Chemik Police                        | 3:1 (26:28, 25:18, 25:15, 25:16)       | Siódemka SK bank Legionovia              | Katarzyna Mróz                           |
| 22.03.2014                          | 18:00                               | Siódemka SK bank Legionovia              | 1:3 (25:19, 20:25, 16:25, 11:25)       | KPS Chemik Police                        | Katarzyna Mróz                           |
| Atom Trefl Sopot                    | Atom Trefl Sopot                    | Atom Trefl Sopot                         | 3 – 0                                  | Beef Master Budowlani Łódź               | Beef Master Budowlani Łódź               |
| 15.03.2014                          | 17:00                               | Atom Trefl Sopot                         | 3:0 (25:15, 25:16, 25:21)              | Beef Master Budowlani Łódź               | Charlotte Leys                           |
| 16.03.2014                          | 17:00                               | Atom Trefl Sopot                         | 3:0 (25:17, 25:18, 25:21)              | Beef Master Budowlani Łódź               | Izabela Bełcik                           |
| 19.03.2014                          | 17:30                               | Beef Master Budowlani Łódź               | 0:3 (18:25, 18:25, 19:25)              | Atom Trefl Sopot                         | Anna Podolec                             |
| Impel Wrocław                       | Impel Wrocław                       | Impel Wrocław                            | 3 – 0                                  | Polski Cukier Muszynianka Fakro Bank BPS | Polski Cukier Muszynianka Fakro Bank BPS |
| 17.03.2014                          | 19:00                               | Impel Wrocław                            | 3:0 (25:23, 25:22, 25:19)              | Polski Cukier Muszynianka Fakro Bank BPS | Katarzyna Mroczkowska                    |
| 18.03.2014                          | 18:00                               | Impel Wrocław                            | 3:0 (28:26, 25:21, 25:23)              | Polski Cukier Muszynianka Fakro Bank BPS | Joanna Kaczor                            |
| 23.03.2014                          | 20:00                               | Polski Cukier Muszynianka Fakro Bank BPS | 0:3 (17:25, 22:25, 22:25)              | Impel Wrocław                            | Maren Brinker                            |
| Tauron Banimex MKS Dąbrowa Górnicza | Tauron Banimex MKS Dąbrowa Górnicza | Tauron Banimex MKS Dąbrowa Górnicza      | 3 – 0                                  | BKS Aluprof Bielsko-Biała                | BKS Aluprof Bielsko-Biała                |
| 16.03.2014                          | 17:00                               | Tauron Banimex MKS Dąbrowa Górnicza      | 3:1 (25:20, 21:25, 25:19, 25:21)       | BKS Aluprof Bielsko-Biała                | Joanna Staniucha-Szczurek                |
| 17.03.2014                          | 20:00                               | Tauron Banimex MKS Dąbrowa Górnicza      | 3:0 (25:14, 25:15, 25:23)              | BKS Aluprof Bielsko-Biała                | Rachael Adams                            |
| 23.03.2014                          | 18:00                               | BKS Aluprof Bielsko-Biała                | 2:3 (21:25, 25:17, 25:22, 15:25, 8:15) | Tauron Banimex MKS Dąbrowa Górnicza      | Özge Çemberci                            |

#### Półfinały
Mecze o miejsca 5-8

(do 2 zwycięstw)
| Data                                     | Godz.                                    | Gospodarz                                | Rezultat                         | Gość                                     | MVP                         |
| ---------------------------------------- | ---------------------------------------- | ---------------------------------------- | -------------------------------- | ---------------------------------------- | --------------------------- |
| BKS Aluprof Bielsko-Biała                | BKS Aluprof Bielsko-Biała                | BKS Aluprof Bielsko-Biała                | 2 – 0                            | Siódemka SK bank Legionovia              | Siódemka SK bank Legionovia |
| 29.03.2014                               | 18:00                                    | Siódemka SK bank Legionovia              | 0:3 (18:25, 24:26, 23:25)        | BKS Aluprof Bielsko-Biała                | Helena Horka                |
| 05.04.2014                               | 18:00                                    | BKS Aluprof Bielsko-Biała                | 3:1 (25:15, 21:25, 25:17, 25:23) | Siódemka SK bank Legionovia              |                             |
| Polski Cukier Muszynianka Fakro Bank BPS | Polski Cukier Muszynianka Fakro Bank BPS | Polski Cukier Muszynianka Fakro Bank BPS | 2 – 0                            | Beef Master Budowlani Łódź               | Beef Master Budowlani Łódź  |
| 02.04.2014                               | 18:00                                    | Beef Master Budowlani Łódź               | 1:3 (25:23, 23:25, 15:25, 21:25) | Polski Cukier Muszynianka Fakro Bank BPS | Aleksandra Jagieło          |
| 10.04.2014                               | 18:00                                    | Polski Cukier Muszynianka Fakro Bank BPS | 3:1 (25:14, 25:20, 20:25, 27:25) | Beef Master Budowlani Łódź               | Paulina Maj                 |

Mecze o miejsca 1-4

(do 3 zwycięstw)
| Data              | Godz.             | Gospodarz                           | Rezultat                                | Gość                                | MVP                                 |
| ----------------- | ----------------- | ----------------------------------- | --------------------------------------- | ----------------------------------- | ----------------------------------- |
| KPS Chemik Police | KPS Chemik Police | KPS Chemik Police                   | 3 – 0                                   | Tauron Banimex MKS Dąbrowa Górnicza | Tauron Banimex MKS Dąbrowa Górnicza |
| 30.03.2014        | 16:30             | KPS Chemik Police                   | 3:1 (20:25, 25:20, 25:22, 26:24)        | Tauron Banimex MKS Dąbrowa Górnicza | Ana Bjelica                         |
| 31.03.2014        | 18:00             | KPS Chemik Police                   | 3:1 (25:15, 25:14, 22:25, 25:22)        | Tauron Banimex MKS Dąbrowa Górnicza | Małgorzata Glinka-Mogentale         |
| 04.04.2014        | 18:00             | Tauron Banimex MKS Dąbrowa Górnicza | 2:3 (26:24, 18:25, 25:19, 22:25, 11:15) | KPS Chemik Police                   | Anna Werblińska                     |
| Atom Trefl Sopot  | Atom Trefl Sopot  | Atom Trefl Sopot                    | 1 – 3                                   | Impel Wrocław                       | Impel Wrocław                       |
| 29.03.2014        | 14:45             | Atom Trefl Sopot                    | 0:3 (23:25, 26:28, 17:25)               | Impel Wrocław                       | Frauke Dirickx                      |
| 30.03.2014        | 14:45             | Atom Trefl Sopot                    | 3:2 (25:20, 25:19, 21:25, 19:25, 16:14) | Impel Wrocław                       | Izabela Bełcik                      |
| 07.04.2013        | 20:30             | Impel Wrocław                       | 3:0 (25:11, 25:13, 25:19)               | Atom Trefl Sopot                    | Katarzyna Mroczkowska               |
| 08.04.2013        | 20:30             | Impel Wrocław                       | 3:1 (21:25, 25:17, 25:23, 25:16)        | Atom Trefl Sopot                    | Agnieszka Kąkolewska                |

#### Finały
Mecze o 5 miejsce

(do 2 zwycięstw)
| Data                      | Godz.                     | Gospodarz                                | Rezultat                               | Gość                                     | MVP                                      |
| ------------------------- | ------------------------- | ---------------------------------------- | -------------------------------------- | ---------------------------------------- | ---------------------------------------- |
| BKS Aluprof Bielsko-Biała | BKS Aluprof Bielsko-Biała | BKS Aluprof Bielsko-Biała                | 2 – 1                                  | Polski Cukier Muszynianka Fakro Bank BPS | Polski Cukier Muszynianka Fakro Bank BPS |
| 16.04.2014                | 18:00                     | Polski Cukier Muszynianka Fakro Bank BPS | 3:1 (25:16, 17:25, 25:15, 25:17)       | BKS Aluprof Bielsko-Biała                | Karolina Różycka                         |
| 26.04.2014                | 18:00                     | BKS Aluprof Bielsko-Biała                | 3:0 (25:14, 25:19, 25:20)              | Polski Cukier Muszynianka Fakro Bank BPS | Heike Beier                              |
| 27.04.2014                | 18:00                     | BKS Aluprof Bielsko-Biała                | 3:2 (21:25, 22:25, 27:25, 25:13, 15:9) | Polski Cukier Muszynianka Fakro Bank BPS | Helena Horká                             |

Mecze o 3 miejsce

(do 3 zwycięstw)
| Data             | Godz.            | Gospodarz                           | Rezultat                         | Gość                                | MVP                                 |
| ---------------- | ---------------- | ----------------------------------- | -------------------------------- | ----------------------------------- | ----------------------------------- |
| Atom Trefl Sopot | Atom Trefl Sopot | Atom Trefl Sopot                    | 3 – 0                            | Tauron Banimex MKS Dąbrowa Górnicza | Tauron Banimex MKS Dąbrowa Górnicza |
| 14.04.2014       | 17:00            | Atom Trefl Sopot                    | 3:1 (25:13, 27:25, 20:25, 25:16) | Tauron Banimex MKS Dąbrowa Górnicza | Klaudia Kaczorowska                 |
| 15.04.2014       | 15:30            | Atom Trefl Sopot                    | 3:0 (25:15, 25:18, 25:16)        | Tauron Banimex MKS Dąbrowa Górnicza | Izabela Bełcik                      |
| 24.04.2014       | 18:00            | Tauron Banimex MKS Dąbrowa Górnicza | 1:3 (25:19, 25:27, 22:25, 15:25) | Atom Trefl Sopot                    | Charlotte Leys                      |

Finał

(do 3 zwycięstw)
| Data              | Godz.             | Gospodarz         | Rezultat                         | Gość              | MVP                         |
| ----------------- | ----------------- | ----------------- | -------------------------------- | ----------------- | --------------------------- |
| KPS Chemik Police | KPS Chemik Police | KPS Chemik Police | 3 – 0                            | Impel Wrocław     | Impel Wrocław               |
| 13.04.2014        | 17:00             | KPS Chemik Police | 3:0 (25:23, 28:26, 25:22)        | Impel Wrocław     | Małgorzata Glinka-Mogentale |
| 14.04.2014        | 20:30             | KPS Chemik Police | 3:1 (25:21, 25:21, 19:25, 25:17) | Impel Wrocław     | Izabela Kowalińska          |
| 24.04.2013        | 18:00             | Impel Wrocław     | 0:3 (16:25, 19:25, 23:25)        | KPS Chemik Police | Anna Werblińska             |

### Play-out
(do 4 zwycięstw)
| Data             | Godz.            | Gospodarz          | Rezultat                               | Gość               | MVP                  |
| ---------------- | ---------------- | ------------------ | -------------------------------------- | ------------------ | -------------------- |
| PGNiG Nafta Piła | PGNiG Nafta Piła | PGNiG Nafta Piła   | 4 – 0                                  | KS Pałac Bydgoszcz | KS Pałac Bydgoszcz   |
| 22.03.2014       | 18:00            | PGNiG Nafta Piła   | 3:1 (22:25, 28:26, 25:19, 25:23)       | KS Pałac Bydgoszcz | Magdalena Wawrzyniak |
| 30.03.2014       | 19:00            | KS Pałac Bydgoszcz | 2:3 (25:19, 25:21, 20:25, 18:25, 9:15) | PGNiG Nafta Piła   | Daria Paszek         |
| 05.04.2014       | 18:00            | PGNiG Nafta Piła   | 3:0 (25:15, 25:20, 25:17)              | KS Pałac Bydgoszcz | Magdalena Wawrzyniak |
| 06.04.2014       | 18:00            | PGNiG Nafta Piła   | 3:0 (25:14, 25:19, 25:15)              | KS Pałac Bydgoszcz | Magdalena Wawrzyniak |

### Baraże
(do 3 zwycięstw)
| Data             | Godz.            | Gospodarz                     | Rezultat                               | Gość                          | MVP                           |
| ---------------- | ---------------- | ----------------------------- | -------------------------------------- | ----------------------------- | ----------------------------- |
| PGNiG Nafta Piła | PGNiG Nafta Piła | PGNiG Nafta Piła              | 3 – 0                                  | PWSZ Karpaty MOSiR KHS Krosno | PWSZ Karpaty MOSiR KHS Krosno |
| 25.04.2014       | 18:00            | PGNiG Nafta Piła              | 3:1 (18:25, 25:12, 25:14, 25:14)       | PWSZ Karpaty MOSiR KHS Krosno |                               |
| 26.04.2014       | 18:00            | PGNiG Nafta Piła              | 3:0 (25:21, 25:19, 25:17)              | PWSZ Karpaty MOSiR KHS Krosno |                               |
| 29.04.2014       | 18:00            | PWSZ Karpaty MOSiR KHS Krosno | 2:3 (26:24, 27:25, 9:25, 22:25, 10:15) | PGNiG Nafta Piła              |                               |

### Dodatkowy turniej
W związku z powiększeniem ORLEN Ligi do 12 zespołów w kolejnym sezonie i zamknięcia ligi zorganizowano dodatkowy turniej o dwa wolne miejsce w lidze na kolejny sezon. Do udziału w turnieju byli uprawnieni ostatnia drużyna ORLEN Ligi sezonu 2013/2014 i zespoły które zajęły 2. i 3. miejsce w I lidze.

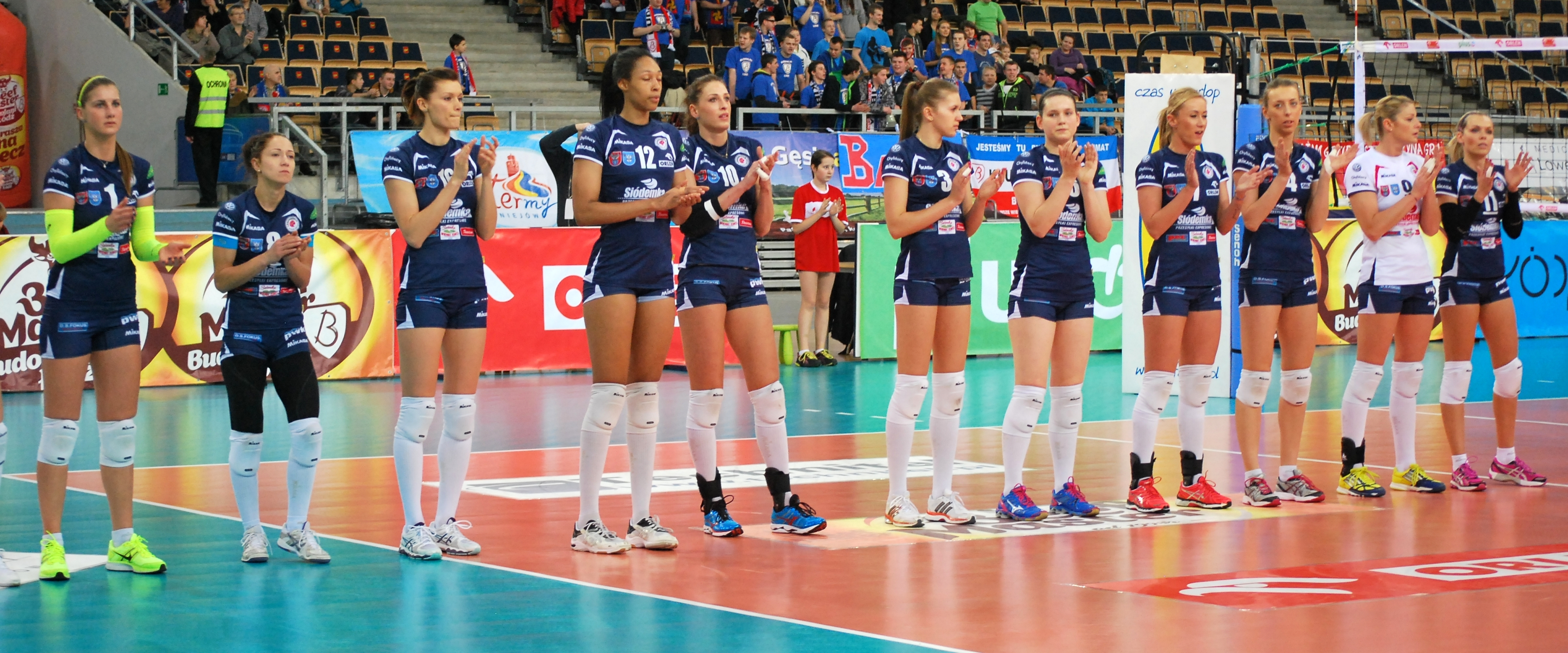
Zawodniczki Siódemki SK bank Legionovii Legionowo w sezonie 2013/2014

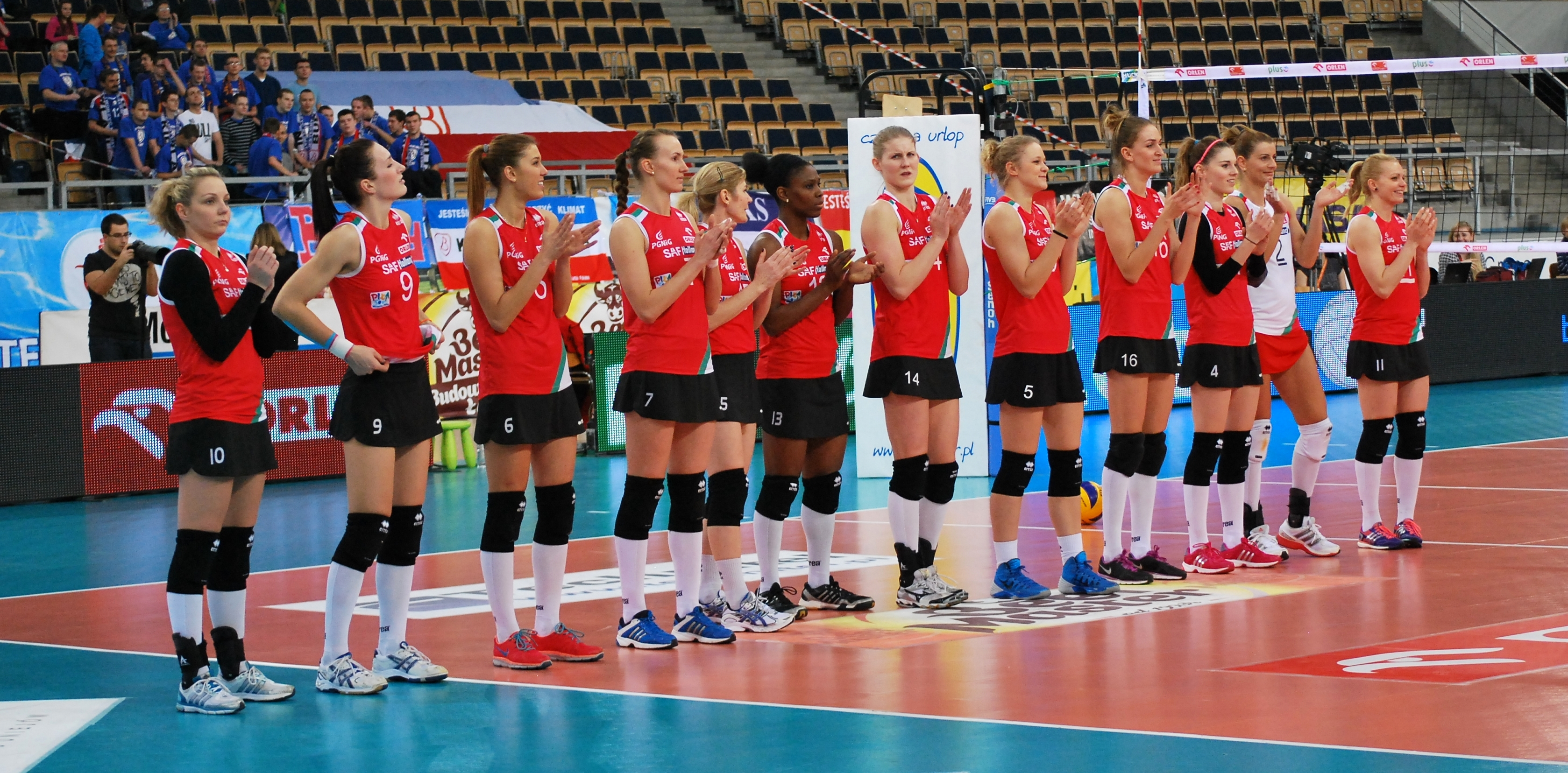
Zawodniczki PTPS-u Nafty Piła w sezonie 2013/2014

 Terminarz i wyniki 
| Data       | Gospodarz          | Rezultat                               | Gość               |
| ---------- | ------------------ | -------------------------------------- | ------------------ |
| 13.05.2014 | KS Pałac Bydgoszcz | 3:1 (25:19, 19:25, 25:20, 25:20)       | Karpaty Krosno     |
| 14.05.2014 | Karpaty Krosno     | 1:3 (25:22, 14:25, 17:25, 14:25)       | Developres Rzeszów |
| 15.05.2014 | Developres Rzeszów | 2:3 (21:25, 25:23, 20:25, 27:25, 9:15) | KS Pałac Bydgoszcz |

 Tabela 
| Lp. | Drużyna                       | Pkt | Mecze | Mecze | Mecze | Rodzaj wyniku | Rodzaj wyniku | Rodzaj wyniku | Rodzaj wyniku | Rodzaj wyniku | Rodzaj wyniku | Sety | Sety | Sety  | Małe punkty | Małe punkty | Małe punkty |
| Lp. | Drużyna                       | Pkt | M     | W     | P     | 3:0           | 3:1           | 3:2           | 2:3           | 1:3           | 0:3           | wyg. | prz. | stos. | zdob.       | str.        | stos.       |
| --- | ----------------------------- | --- | ----- | ----- | ----- | ------------- | ------------- | ------------- | ------------- | ------------- | ------------- | ---- | ---- | ----- | ----------- | ----------- | ----------- |
| 1   | KS Pałac Bydgoszcz            | 4   | 2     | 2     | 0     | 0             | 1             | 1             | 0             | 0             | 0             | 6    | 3    | 2     | 207         | 186         | 1.11        |
| 2   | KS Developres Rzeszów         | 3   | 2     | 1     | 1     | 0             | 1             | 0             | 1             | 0             | 0             | 5    | 4    | 1.25  | 199         | 183         | 1.09        |
| 3   | PWSZ Karpaty MOSiR KHS Krosno | 2   | 2     | 0     | 2     | 0             | 0             | 0             | 0             | 2             | 0             | 2    | 6    | 0.33  | 154         | 191         | 0.81        |

Źródło: inf. własna
Punktacja: zwycięstwo - 2 pkt; porażka - 1 pkt
Zasady ustalania kolejności: 1. liczba punktów; 2. stosunek setów; 3. stosunek małych punktów; 4. bilans w bezpośrednich meczach
     Orlenliga
     I liga

## Klasyfikacja końcowa
| Lp. | Drużyna                                  |
| --- | ---------------------------------------- |
| 1   | KPS Chemik Police                        |
| 2   | Impel Wrocław                            |
| 3   | Atom Trefl Sopot                         |
| 4   | Tauron Banimex MKS Dąbrowa Górnicza      |
| 5   | BKS Aluprof Bielsko-Biała                |
| 6   | Polski Cukier Muszynianka Fakro Bank BPS |
| 7   | Beef Master Budowlani Łódź               |
| 8   | Siódemka SK bank Legionovia              |
| 9   | PGNiG Nafta Piła                         |
| 10  | KS Pałac Bydgoszcz                       |

     Liga Mistrzyń
     Puchar CEV
     Puchar Challenge
     baraż z 2. zespołem I ligi
     udział w dodatkowym turnieju o miejsce w ORLEN Lidze 2014/2015

## Składy
| Numer | Nazwisko            | Wzrost                 | Pozycja                |
| ----- | ------------------- | ---------------------- | ---------------------- |
| 1     | Natalia Gajewska    | 175                    | libero                 |
| 2     | Mariola Zenik       | 175                    | libero                 |
| 3     | Charlotte Leys      | 184                    | przyjmująca            |
| 4     | Izabela Bełcik      | 185                    | rozgrywająca           |
| 5     | Judith Pietersen    | 188                    | atakująca              |
| 6     | Anna Podolec        | 193                    | przyjmująca            |
| 7     | Julija Szełuchina   | 192                    | środkowa               |
| 8     | Zuzanna Efimienko   | 197                    | środkowa               |
| 9     | Brižitka Molnar     | 182                    | przyjmująca            |
| 10    | Kimberly Hill       | 193                    | przyjmująca            |
| 11    | Justyna Łukasik     | 187                    | środkowa               |
| 12    | Magdalena Kuziak    | 159                    | libero                 |
| 13    | Bojana Radulović    | 176                    | rozgrywająca           |
| 16    | Klaudia Kaczorowska | 183                    | przyjmująca            |
|       | Teun Buijs          | I trener do 12.04.2014 | I trener do 12.04.2014 |
|       | Tomasz Wasilkowski  | I trener od 12.04.2014 | I trener od 12.04.2014 |
|       | Piotr Graban        | II trener              | II trener              |

| Numer | Nazwisko                   | Wzrost              | Pozycja             |
| ----- | -------------------------- | ------------------- | ------------------- |
| 1     | Katarzyna Urban            | 182                 | przyhmująca         |
| 2     | Joanna Staniucha-Szczurek  | 184                 | przyjmująca         |
| 3     | Aleksandra Liniarska       | 188                 | środkowa            |
| 4     | Bożena Wylężek             | 183                 | środkowa            |
| 5     | / Natalia Guadalupe Brussa | 188                 | atakująca           |
| 6     | Eleonora Dziękiewicz       | 185                 | środkowa            |
| 7     | Sassá                      | 179                 | przyjmująca         |
| 8     | Katarzyna Zaroślińska      | 187                 | atakująca           |
| 9     | Özge Çemberci              | 182                 | rozgrywająca        |
| 10    | Krystyna Strasz            | 165                 | libero              |
| 11    | Anna Kaczmar               | 180                 | rozgrywająca        |
| 13    | Marina Katić               | 184                 | rozgrywająca        |
| 14    | Rachael Adams              | 189                 | środkowa            |
| 16    | Elżbieta Skowrońska        | 183                 | przyjmująca         |
|       | Waldemar Kawka             | I trener do XI.2013 | I trener do XI.2013 |
|       | Nicola Negro               | I trener od XI.2013 | I trener od XI.2013 |
|       | Leszek Rus                 | II trener           | II trener           |

| Numer | Nazwisko            | Wzrost    | Pozycja      |
| ----- | ------------------- | --------- | ------------ |
| 1     | Marina Cvetanović   | 188       | atakująca    |
| 3     | Karolina Różycka    | 183       | przyjmująca  |
| 4     | Magdalena Mazurek   | 182       | rozgrywająca |
| 5     | Magdalena Piątek    | 182       | atakująca    |
| 6     | Sylwia Wojcieska    | 193       | środkowa     |
| 7     | Gabriela Jasińska   | 180       | rozgrywająca |
| 8     | Emilia Mucha        | 185       | przyjmująca  |
| 9     | Justyna Sosnowska   | 188       | środkowa     |
| 13    | Paulina Maj         | 166       | libero       |
| 14    | Natalia Kurnikowska | 184       | przyjmująca  |
| 16    | Aleksandra Jagieło  | 180       | przyjmująca  |
| 17    | Ivana Plchotová     | 192       | środkowa     |
|       | Bogdan Serwiński    | I trener  | I trener     |
|       | Ryszard Litwin      | II trener | II trener    |

| Numer | Nazwisko                   | Wzrost    | Pozycja      |
| ----- | -------------------------- | --------- | ------------ |
| 1     | Danijela Nikić             | 196       | środkowa     |
| 2     | Helena Horká               | 190       | przyjmująca  |
| 3     | Mariola Wojtowicz          | 164       | libero       |
| 6     | Małgorzata Lis             | 185       | środkowa     |
| 8     | Monika Czypiruk-Solarewicz | 185       | przyjmująca  |
| 9     | Karolina Ciaszkiewicz      | 182       | przyjmująca  |
| 10    | Sylwia Pelc                | 189       | środkowa     |
| 11    | Marta Szymańska            | 178       | rozgrywająca |
| 12    | Aleksandra Trojan          | 196       | środkowa     |
| 13    | Natalia Strózik            | 186       | przyjmująca  |
| 14    | Heike Beier                | 184       | przyjmująca  |
| 16    | Dorota Wilk                | 178       | rozgrywająca |
| 17    | Joanna Prokop              | 182       | przyjmująca  |
| 18    | Koleta Łyszkiewicz         | 193       | przyjmująca  |
|       | Mirosław Zawieracz         | I trener  | I trener     |
|       | Marcin Owczarski           | II trener | II trener    |

| Numer | Nazwisko              | Wzrost    | Pozycja      |
| ----- | --------------------- | --------- | ------------ |
| 2     | Katarzyna Mroczkowska | 182       | atakująca    |
| 3     | Monika Martałek       | 187       | środkowa     |
| 4     | Katarzyna Konieczna   | 184       | atakująca    |
| 5     | Agnieszka Kąkolewska  | 199       | środkowa     |
| 6     | Frauke Dirickx        | 186       | rozgrywająca |
| 7     | Makare Wilson         | 188       | środkowa     |
| 10    | Bogumiła Pyziołek     | 178       | przyjmująca  |
| 11    | Dorota Medyńska       | 170       | libero       |
| 12    | Kristen Dozier        | 188       | środkowa     |
| 13    | Magdalena Gryka       | 178       | rozgrywająca |
| 14    | Ewelina Sieczka       | 182       | przyjmująca  |
| 15    | Maren Brinker         | 187       | przyjmująca  |
| 16    | Patrycja Polak        | 182       | przyjmująca  |
| 17    | Joanna Kaczor         | 191       | atakująca    |
|       | Tore Aleksandersen    | I trener  | I trener     |
|       | Marek Solarewicz      | II trener | II trener    |

| Numer | Nazwisko              | Wzrost    | Pozycja      |
| ----- | --------------------- | --------- | ------------ |
| 1     | Tricia Mayba          | 185       | środkowa     |
| 2     | Joanna Kuligowska     | 180       | przyjmująca  |
| 3     | Marta Kuehn-Jarek     | 167       | libero       |
| 4     | Emilia Kajzer         | 181       | rozgrywająca |
| 5     | Klaudia Konieczna     | 183       | rozgrywająca |
| 6     | Magdalena Wawrzyniak  | 185       | atakująca    |
| 7     | Anna Kudakova         | 188       | środkowa     |
| 8     | Anna Stencel          | 187       | środkowa     |
| 9     | Daria Paszek          | 186       | przyjmująca  |
| 10    | Natalia Krawulska     | 179       | przyjmująca  |
| 11    | Agata Babicz          | 171       | przyjmująca  |
| 13    | Faimie Rose Kingsley  | 181       | środkowa     |
| 14    | Colleen Ward          | 188       | przyjmująca  |
| 15    | Irina Archangielskaja | 175       | rozgrywająca |
| 16    | Magdalena Hawryła     | 190       | środkowa     |
|       | Wiesław Popik         | I trener  | I trener     |
|       | Dominik Kwapisiewicz  | II trener | II trener    |

| Numer | Nazwisko            | Wzrost   | Pozycja      |
| ----- | ------------------- | -------- | ------------ |
| 1     | Magdalena Śliwa     | 173      | rozgrywająca |
| 3     | Tabitha Love        | 196      | atakująca    |
| 4     | Anita Kwiatkowska   | 184      | atakująca    |
| 5     | Dorota Ściurka      | 180      | przyjmująca  |
| 7     | Natalia Nuszel      | 180      | przyjmująca  |
| 9     | Olha Tracz          | 188      | środkowa     |
| 10    | Ewa Cabajewska      | 176      | rozgrywająca |
| 11    | Sylwia Pycia        | 189      | środkowa     |
| 12    | Martyna Grajber     | 180      | przyjmująca  |
| 13    | Noris Cabrera       | 182      | przyjmująca  |
| 16    | Agata Durajczyk     | 170      | libero       |
| 18    | Aleksandra Sikorska | 186      | środkowa     |
|       | Adam Grabowski      | I trener | I trener     |

| Numer | Nazwisko                  | Wzrost    | Pozycja      |
| ----- | ------------------------- | --------- | ------------ |
| 1     | Katarzyna Wysocka         | 182       | libero       |
| 3     | Zuzanna Pieczka           | 180       | atakująca    |
| 4     | Marta Biedziak            | 173       | rozgrywająca |
| 5     | Katarzyna Połeć           | 191       | środkowa     |
| 6     | Julia Twardowska          | 187       | przyjmująca  |
| 7     | Kinga Dybek               | 185       | przyjmująca  |
| 8     | Ewelina Janicka           | 193       | środkowa     |
| 9     | Paulina Głaz              | 184       | przyjmująca  |
| 10    | Jana Sawoczkina           | 168       | rozgrywająca |
| 11    | Zuzanna Czyżnielewska     | 185       | atakująca    |
| 12    | Monika Naczk              | 187       | środkowa     |
| 13    | Agata Karczmarzewska-Pura | 188       | przyjmująca  |
| 14    | Tamara Kaliszuk           | 182       | atakująca    |
| 15    | Weronika Fojucik          | 184       | środkowa     |
| 16    | Anna Korabiec             | 172       | libero       |
| 17    | Małgorzata Skorupa        | 183       | środkowa     |
|       | Rafał Gąsior              | I trener  | I trener     |
|       | Dawid Pawlik              | II trener | II trener    |

| Numer | Nazwisko           | Wzrost    | Pozycja      |
| ----- | ------------------ | --------- | ------------ |
| 1     | Olga Raonić        | 184       | rozgrywająca |
| 3     | Karolina Szymańska | 187       | środkowa     |
| 4     | Tamara Rakić       | 188       | przyjmująca  |
| 6     | Aleksandra Wójcik  | 185       | przyjmująca  |
| 7     | Anna Sołodkowicz   | 183       | przyjmująca  |
| 8     | Magdalena Saad     | 168       | libero       |
| 9     | Anna Rybaczewski   | 185       | przyjmująca  |
| 10    | Berenika Tomsia    | 189       | atakująca    |
| 11    | Kinga Bąk          | 177       | rozgrywająca |
| 12    | Lauren Barfield    | 196       | środkowa     |
| 13    | Marta Łukaszewska  | 184       | atakująca    |
| 16    | Katarzyna Jóźwicka | 187       | środkowa     |
|       | Maciej Kosmol      | I trener  | I trener     |
|       | Jolanta Studzienna | II trener | II trener    |

| Numer | Nazwisko                    | Wzrost    | Pozycja      |
| ----- | --------------------------- | --------- | ------------ |
| 1     | Anna Werblińska             | 178       | przyjmująca  |
| 2     | Dominika Sobolska           | 187       | środkowa     |
| 4     | Katarzyna Gajgał-Anioł      | 190       | środkowa     |
| 5     | Anna Grejman                | 183       | przyjmująca  |
| 6     | Agnieszka Bednarek-Kasza    | 186       | środkowa     |
| 7     | Małgorzata Glinka-Mogentale | 192       | przyjmująca  |
| 8     | Aleksandra Krzos            | 181       | libero       |
| 9     | Agata Sawicka               | 181       | libero       |
| 10    | Ana Bjelica                 | 190       | atakująca    |
| 11    | Lucie Mühlsteinová          | 181       | rozgrywająca |
| 12    | Izabela Kowalińska          | 189       | atakująca    |
| 13    | Katarzyna Mróz              | 194       | środkowa     |
| 15    | Justyna Raczyńska           | 180       | przyjmująca  |
| 17    | Joanna Mirek                | 186       | przyjmująca  |
| 18    | Maja Ognjenović             | 183       | rozgrywająca |
|       | Giuseppe Cuccarini          | I trener  | I trener     |
|       | Michal Mašek                | II trener | II trener    |

## Transfery
| Atom Trefl Sopot | Atom Trefl Sopot |
| Przychodzą | Odchodzą |
| --- | --- |
| trener Teun Buijs (Schweriner S.C. - GER) Zuzanna Efimienko (Spes Volley Conegliano - ITA) Judith Pietersen (Dresdner S.C. - GER) Charlotte Leys (Tauron MKS Dąbrowa Górnicza) Kimberly Hill (Pepperdine University - USA) Brižitka Molnar (Galatasaray Stambuł - TUR) | trener Adam Grabowski (Budowlani Łódź) Rachel Rourke (Rabita Baku - AZE) Dorota Wilk (BKS Aluprof Bielsko-Biała) Sylwia Wojcieska (Muszynianka Fakro Muszyna) Dorota Pykosz (szuka klubu) Anita Kwiatkowska (Budowlani Łódź) |
| w trakcie sezonu | |
| Bojana Radulović (Jenisej Krasnojarsk – RUS) | trener Teun Buijs |

| Tauron MKS Dąbrowa Górnicza | Tauron MKS Dąbrowa Górnicza |
| Przychodzą | Odchodzą |
| --- | --- |
| Rachael Adams (KS Pałac Bydgoszcz) Marina Katić (PTPS Piła) Eleonora Dziękiewicz (Bank BPS Muszynianka Fakro Muszyna) Katarzyna Urban (AZS UE Kraków powrót z wyp.) Sassá (SESI/SP - BRA) / Natalia Guadalupe Brussa (Idea Volley 2002 Bolonia - ITA) Anna Kaczmar (Bank BPS Muszynianka Fakro Muszyna) Bożena Wylężek (wychowanka) | Frauke Dirickx (Impel Wrocław) Maja Tokarska (Igor Gorgonzola Novara - ITA) Magdalena Śliwa (Beef Master Budowlani Łódź) Milena Stacchiotti (PLKS Pszczyna) Ivana Plchotová (Bank BPS Muszynianka Fakro Muszyna) Joanna Kaczor (Impel Wrocław) Natalia Nuszel (Beef Master Budowlani Łódź) Charlotte Leys (Atom Trefl Sopot) |
| w trakcie sezonu | |
| Özge Çemberci (Eczacıbaşı Stambuł - TUR) trener Nicola Negro (Azerrail Baku - AZE) | trener Waldemar Kawka |

| Muszynianka Fakro Muszyna | Muszynianka Fakro Muszyna |
| Przychodzą | Odchodzą |
| --- | --- |
| Magdalena Mazurek (Pałac Bydgoszcz) Ivana Plchotová (Tauron MKS Dąbrowa Górnicza) Justyna Sosnowska (Pałac Bydgoszcz) Sylwia Wojcieska (Atom Trefl Sopot) Natalia Kurnikowska (AZS Białystok) Emilia Mucha (Pałac Bydgoszcz) Magdalena Piątek (Budowlani Łódź) Gabriela Jasińska (Wieżyca Stężyca) Karolina Różycka (Yesilyurt Stambuł - TUR) | Sanja Popović (Dinamo Moskwa - RUS) Eleonora Dziękiewicz (Tauron MKS Dąbrowa Górnicza) Anna Werblińska (PSPS Chemik Police) Agnieszka Bednarek-Kasza (PSPS Chemik Police) Valentina Serena (İqtisadçı Baku - AZE) Katarzyna Gajgał-Anioł (PSPS Chemik Police) Kinga Kasprzak (Guohua Life Szanghaj - CHN) Hélène Rousseaux (Volley Modena - ITA) Dominika Sieradzan ( Volleyball Franches-Montagnes - CH) Anna Kaczmar (Tauron MKS Dąbrowa Górnicza) |
| w trakcie sezonu | |
| Marina Cvetanović (Stiinti Bacau - ROM) | |

| BKS Aluprof Bielsko-Biała | BKS Aluprof Bielsko-Biała |
| Przychodzą | Odchodzą |
| --- | --- |
| trener Mirosław Zawieracz Karolina Ciaszkiewicz (powrót z urlopu) Dorota Wilk (Atom Trefl Sopot) Natalia Strózik (SMS PZPS Sosnowiec) Heike Beier (VBC Casalmaggiore - ITA) Aleksandra Trojan (KS Murowana Goślina) Małgorzata Lis (PTPS Piła) Danijela Nikić (A.O. Markopoulo Revoil - GRE) | trener Wiesław Popik Joanna Wołosz (Yamamay Busto Arsizio - ITA) Gabriela Wojtowicz (urlop macierzyński) Milada Bergrová (koniec kariery) Elisa Cella (Béziers Volley - FRA) Ewelina Sieczka (Impel Wrocław) Agata Sawicka (Chemik Police) |
| w trakcie sezonu | |
| Marina Cvetanović (Stiinti Bacau - ROM) | |

| Impel Wrocław | Impel Wrocław |
| Przychodzą | Odchodzą |
| --- | --- |
| Frauke Dirickx (Tauron MKS Dąbrowa Górnicza) / Magdalena Gryka (Dresdner SC - GER) Monika Martałek (PTPS Piła) Agnieszka Kąkolewska (SMS PZPS Sosnowiec) Ewelina Sieczka (BKS Aluprof Bielsko Biała) Joanna Kaczor (Tauron MKS Dąbrowa Górnicza) Maren Brinker (Unedo Yamamay Busto Arsizio - ITA) | Wioletta Szkudlarek (VC Oudegem - BEL) Maja Ognjenović (Chemik Police) Marta Haładyn (NawaRo Straubing - GER) Vesna Đurisić (Canakkle Belediyesi - Turcja) Katarzyna Jaszewska (ŁKS Łódź - PL) Milena Rosner (koniec kariery) Aleksandra Folta |
| w trakcie sezonu | |
| Kristen Dozier | Patrycja Polak (Crovegli Cadelbosco - ITA) |

| PGNiG Nafta Piła | PGNiG Nafta Piła |
| Przychodzą | Odchodzą |
| --- | --- |
| Marta Kuehn-Jarek (Pałac Bydgoszcz) Agata Babicz (Jedynka Aleksandrów Łódzki) Anna Stencel (drużyna juniorek) Tricia Mayba (University of Manitoba) Faimie Kingsley (University of Denver) Klaudia Konieczna (drużyna juniorek) / Anna Kudakova (Lokomotiv Baku) Coleen Ward (University of Florida) | Monika Martałek (Impel Wrocław) Katarzyna Wysocka (Pałac Bydgoszcz) Małgorzata Lis (BKS Aluprof Bielsko-Biała) Monika Naczk (Pałac Bydgoszcz) Lucyna Borek (szuka klubu) |
| w trakcie sezonu | |
| trener Wiesław Popik Magdalena Hawryła (KS Murowana Goślina) | trener Dariusz Luks |

| Beef Master Budowlani Łódź | Beef Master Budowlani Łódź |
| Przychodzą | Odchodzą |
| --- | --- |
| trener Adam Grabowski (Atom Trefl Sopot) Ewa Cabajewska (AZS Białystok) Martyna Grajber (SMS PZPS Sosnowiec) Anita Kwiatkowska (Atom Trefl Sopot) Natalia Nuszel (Tauron MKS Dąbrowa Górnicza) Magdalena Śliwa (Tauron MKS Dąbrowa Górnicza) Olha Tracz (Olympiakos Pireus - GRE) Tabi Love (Criollas de Caguas - PUR) Noris Cabrera (Atom Trefl Sopot) | trener Maciej Kosmol (reprezentacja Polski/Legionovia Legionowo) Courtney Thompson (Volero Zurych - SUI) Paola Ampudia (szuka klubu) Marta Wójcik (szuka klubu) Magdalena Piątek (MKS Muszynianka Muszyna) Dominika Golec (KS Murowana Goślina) |

| KS Pałac Bydgoszcz | KS Pałac Bydgoszcz |
| Przychodzą | Odchodzą |
| --- | --- |
| Katarzyna Połeć (AZS UE Kraków) Kinga Dybek (drużyna juniorska) Ewelina Janicka (SMS Sosnowiec) Katarzyna Wysocka (PTPS Piła powrót z wypożyczenia) Anna Korabiec (drużyna juniorska) Tamara Kaliszuk (Jedynka Aleksandrów Łódzki) Julia Twardowska (SMS PZPS Sosnowiec) Anna Korabiec (SMS PZPS Sosnowiec) Monika Naczk (PTPS Piła) Jana Sawoczkina (powrót po kontuzji) Zuzanna Pieczka (SMS Sosnowiec) Agata Karczmarzewska-Pura (powrót po urlopie) | Rachael Adams (Tauron MKS Dąbrowa Górnicza) Magdalena Mazurek (Bank BPS Muszynianka Fakro Muszyna) Marta Kuehn-Jarek (PTPS Piła) Justyna Sosnowska (Bank BPS Muszynianka Fakro Muszyna) Dominika Schulz (szuka klubu) Rita Liliom (Yeşilyurt Stambuł - TUR) Mayvelis Martinez Adlum (szuka klubu) Emilia Mucha (Bank BPS Muszynianka Fakro Muszyna) Anna Grejman (PSPS Chemik Police) Alicja Walczak (Joker Świecie) Ewelina Krzywicka (Budowlani Toruń) |
| w trakcie sezonu | |
| Weronika Fojucik (drużyna juniorska) | |

| Siódemka SK bank Legionovia | Siódemka SK bank Legionovia |
| Przychodzą | Odchodzą |
| --- | --- |
| trener Maciej Kosmol (Budowlani Łódź) Tamara Rakić (Jenisej Krasnojarsk - RUS) Olga Raonić (NIS Spartak Subotica - SRB) Berenika Tomsia (Fenerbahce Stambuł - TUR) Aleksandra Wójcik (SMS PZPS Sosnowiec) Karolina Szymańska (SMS PZPS Sosnowiec) / Anna Rybaczewski (ASPTT Miluza - FRA) Lauren Barfield (ASKÖ Linz-Steg - AUT) | Gergana Marinowa (szuka klubu) Barbara Bawoł (AZS KSZO Ostrowiec Św.) Marta Siwka (szuka klubu) Małgorzata Skorupa (szuka klubu) Ilona Gierak (szuka klubu) Natalia Maciejczyk (szuka klubu) Iga Chojnacka (Savino Del Bene Scandicci - ITA) |

| KPS Chemik Police | KPS Chemik Police |
| Przychodzą | Odchodzą |
| --- | --- |
| Maja Ognjenović (Impel Wrocław) Agata Sawicka (BKS Aluprof Bielsko-Biała) Anna Werblińska (Bank BPS Muszynianka Fakro Muszyna) Katarzyna Gajgał-Anioł (Bank BPS Muszynianka Fakro Muszyna) Agnieszka Bednarek-Kasza (Bank BPS Muszynianka Fakro Muszyna) Anna Grejman (KS Pałac Bydgoszcz) Ana Bjelica (Crvena Zvezda Belgrad - SRB) Małgorzata Glinka-Mogentale (VakıfBank Stambuł - TUR) | Izabela Śliwa (VT Aurubis Hamburg - GER) Magdalena Soter (AZS KSZO Ostrowiec Św.) Agnieszka Rabka (szuka klubu) Vesna Jovanović (szuka klubu) Kinga Zielińska (szuka klubu) / Veronika Hudima (PGNiG Nafta Piła) Anna Karpicz (szuka klubu) |